# Musa Yiğit
Musa Yiğit (* 1. Januar 1992 in Çermik) ist ein türkischer Fußballspieler.

## Karriere
Yiğit begann mit dem Vereinsfußball in der Jugend des Amateurvereins Salihli Yılmaz Belediyespor und wechselte 2007 in die Jugend des Traditionsvereins Bucaspor. Zur Saison 2011/12 wurde er, mit einem Profivertrag versehen, vom Trainer Sait Karafırtınalar in den Profikader aufgenommen. Sein Profidebüt gab er dabei am 6. Februar 2012  bei der Zweitligabegegnung gegen Sakaryaspor. Bis zum Saisonende spielte er in zwei Ligabegegnungen. Daneben spielte er auch für die Reservemannschaft und konnte mit dieser in der TFF A2 Ligi die Vizemeisterschaft erreichen.

## Erfolge
Bucaspor A2 (Rerservemannschaft)
- Vizemeisterschaft der TFF A2 Ligi (1): 2011/12